# نان طابون
نان طابون، نوعی نان تخت شامی است که در تنور سفالی طابون یا ' تنور پخته می‌شود، مشابه نان‌های تنوری مختلف که در بسیاری از مناطق آسیا یافت می‌شود. به عنوان پایه یا ساندویچ رپ در بسیاری از غذاها استفاده می‌شود.

## تغییرات

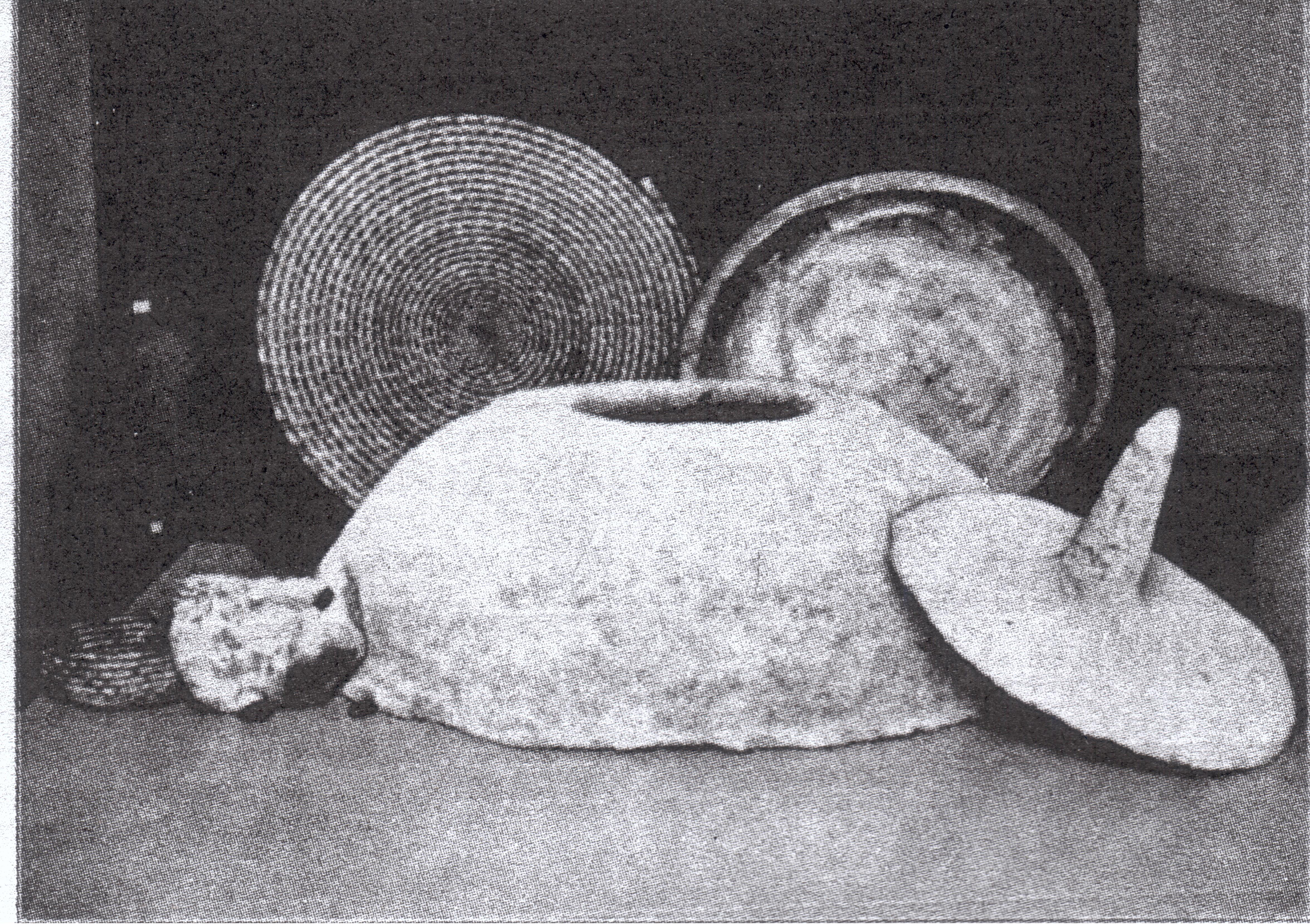
طابون سنتی، فلسطین

نان طابون بخش مهمی از آشپزی فلسطینیبه‌طور سنتی روی سطحی پر از سنگ‌های کوچک داغ در تنور طابون پخته می‌شود. این نان پایه موساخان است که اغلب غذای ملی فلسطین محسوب می‌شود. گوستاف دالمان، خاورشناس آلمانی، ساخت آن را در فلسطین در اوایل قرن بیستم، در میان انواع دیگر نان‌ها ثبت کرد. در فلسطین، نان تخت تا شده را اغلب با مخلوط اسفناج و پیاز، یا با دلمه پنیر و مخلوط پیاز، یا با کشمش و دانه کاج پر می‌کردند. اندازه نان طابون معمولی کمی کوچکتر از نان تنوری معمولی بود. طی قرن‌ها، نان پزی در تنور طابون نقش اجتماعی مهمی را برای زنان در روستاهای فلسطین ایفا کرد.
- لاماکون
- ماناکیش